# Calculador (personaje)
Calculador (Noah Kuttler) es un supervillano que aparece en los cómics estadounidenses publicados por DC Comics. Presentado originalmente como un enemigo de Átomo, el personaje se volvió a desarrollar más tarde en la década de 2000 como un maestro corredor de información, hacker y supervisor táctico de otros supervillanos, y frustra a la socia de Batman, Oráculo.
Calculador apareció como un personaje recurrente en la serie Arrowverso de The CW, Arrow, interpretado por Tom Amandes.

## Historial de publicaciones
Calculador apareció por primera vez en Detective Comics #463 (septiembre de 1976), y fue creado por Bob Rozakis y Mike Grell.
Como es común en los cómics, el personaje se basó en un evento o tendencia de actualidad; en este caso, Noah Kuttler tomó sus poderes y diseño de vestuario de la recientemente popular calculadora de bolsillo. Su disfraz tenía un gran teclado numérico en el frente y una pantalla LED en el casco. Al escribir en el teclado, podía hacer que aparecieran construcciones de "luz dura" desde el casco, similar al anillo de poder de Green Lantern. Mientras usaba este modus operandi, Calculador fue derrotado por Blue Beetle, Átomo, Green Arrow, Canario Negro, Elongated Man, Hawkman, Batman y Air Wave.

## Biografía ficticia
Calculador apareció en una serie de aventuras únicas en Detective Comics, robando objetos "cuando son los más valiosos" y luchando contra muchos miembros de la Liga de la Justicia. A medida que fue derrotado por héroe tras héroe, presiona un botón especial en su teclado que (como se reveló al lector en un globo de pensamiento) "convertiría la derrota en victoria". Después de meses de apariciones, se revela el esquema del Calculador. El botón de alguna manera analiza los poderes o tácticas del héroe que lo derrota, y efectivamente lo inocula para que nunca más sea derrotado por ese héroe. Esta inmunidad se manifiesta como un campo de fuerza, lo que hace que un héroe no pueda tocar o afectar al Calculador. Esto, por supuesto, significaba que solo podía ser derrotado por un nuevo héroe; los héroes tenían muchos aliados a los que recurrir. El Calculador también podría ser derrotada cuando su propio armamento se volviera contra él.
El Calculador hizo apariciones intermitentes en títulos de DC a lo largo de los años, como Blue Beetle y Hero Hotline. En la miniserie Identity Crisis de 2004, fue renovado como un villano no disfrazado análogo a Oráculo; una fuente de información para los supervillanos que planean atracos, ofrece sugerencias de armamento, ayuda con la logística, etc., pero cobra $1,000 por pregunta, a diferencia de Oráculo, que trabaja pro bono. Se convirtió en un jugador importante en el crossover de Infinite Crisis Villains United como miembro central de la Sociedad Secreta de Super Villanos de Lex Luthor. Sus aliados incluían villanos como Doctor Psycho, Doctor Luz y Deathstroke.
Calculador sufre un trastorno obsesivo-compulsivo severo, sin que sus compañeros lo sepan (aunque esto se insinuó cuando estaba a cargo de monitorear a Supergirl), e inicialmente lo controló con medicamentos. Sin embargo, en Birds of Prey, se obsesionó con descubrir la identidad de Oráculo, y esto lo llevó a un colapso mental. Deja de tomar su medicación y sufre pesadillas sobre la máscara verde que usa Oráculo como avatar. En el número 111 de Birds of Prey, Noah finalmente se encuentra cara a cara con la mujer detrás de Oráculo en una conferencia de la industria informática, pero se lo representa con un aspecto mucho más joven de lo que indican sus ilustraciones anteriores en los títulos de DC y su historia. Ambos usan alias, y Noah no puede conocer la verdadera identidad de Oráculo solo en el último momento posible a través de una estratagema ideada por los aliados de Oráculo.
Un año después de la Crisis, Calculador lideró la Sociedad, tomando el relevo del difunto Alexander Luthor, Jr. La Sociedad se ha convertido en una unión de supervillanos, y todos los grandes atracos se realizan a través de la propia Sociedad.
La Sociedad se hace cargo de adentro hacia afuera cuando el villano Libra demuestra que puede cambiar la lealtad por el deseo más profundo de un criminal. Todo esto es parte de un plan exitoso para conquistar la Tierra y Calculador se queda como testigo servil de varias ejecuciones de cabeza de Libra. Calculador está allí porque está acusado de enviar códigos de computadora que ayudarán a la resistencia. El alcance de su traición se detalla más adelante; afirma haber creado una octava capa del protocolo TCP/IP y la usó para configurar una Internet oculta, llamada Unternet, capaz de ser utilizada por supervillanos expertos en tecnología para actuar sin ser detectados por Libra y Darkseid, y luego dejar que Oráculo y los superhéroes lo usan para coordinar sus esfuerzos contra los apokoliptanos en la Tierra.
En Teen Titans # 66 se revela que él es el padre de Wendy Harris, cuando visita a Wendy, que está en coma, en su habitación de hospital. Jura venganza contra los Jóvenes Titanes.
En Birds of Prey # 126, Calculador copia la programación de Kilg%re en sí mismo, obteniendo la capacidad de controlar todas las formas de tecnología. Luego usa este poder para lanzar un ataque contra las Aves de Presa.
En la miniserie Oracle: The Cure, Calculador busca los restos de la Ecuación Anti-Vida, con la esperanza de usarlos para salvar a Wendy. Cuando Calculador llega al hospital, Wendy se recupera del coma por sí sola, pero no puede sentir sus piernas. Oráculo (que lo había seguido al hospital para evitar que usara la Ecuación Anti-Vida en Wendy) le dice a Calculador que tiene residuos de Anti-Vida en él. El residuo lo hace rastreable si usa Internet. Luego, Calculador es arrojado fuera del hospital por los guardias.
Más tarde, Calculador reúne una nueva versión de Fearsome Five para apuntar a los Titanes. Él hace que los Cinco envíen a un metahumano de propulsión nuclear a una fusión lo suficientemente poderosa como para destruir la ciudad de San Francisco. Su plan es frustrado por Eddie Bloomberg, quien vuela al metahumano sobre la ciudad, sacrificándose en el proceso. Calculador también hace que los Fearsome Five secuestren a Kid Eternity, a quien usa para invocar repetidamente el espíritu de Marvin. El cautiverio resulta fatal para el héroe.
Más tarde, Calculador crea duplicados robóticos de sí mismo para atacar a los Jóvenes Titanes. Los Jóvenes Titanes pueden enviar a todos los robots y encontrar el escondite de la Calculadora. Una vez dentro, el equipo es capturado por Calculador, quien admite que mató a Kid Eternity cuando no pudo ver a Marvin. Después de que Wonder Girl se libera, ella intenta matarlo, por el miembro muerto de los Jóvenes Titanes, Kid Eternity, pero es detenida por Red Robin. Robin, sin embargo, ataca a Calculador, quien se revela como otro robot doble.

## Poderes y habilidades
Calculador tiene una inteligencia de nivel de genio y es una hábil manipuladora y una excelente estratega. Calculador también tiene una amplia gama de contactos criminales.
Al principio de su carrera, Calculador ha usado un traje de batalla con una gran calculadora en el área del cofre. Las computadoras del traje pueden predecir con precisión las acciones de cualquier héroe o incluso de la Tierra misma. Un proyector en el casco está conectado al traje y puede crear elementos solidificando el polvo en el aire. Calculador ya no usa este traje de batalla y se desconoce su paradero.
Los números recientes de la serie Birds of Prey muestran cuán astuto es Calculador, cuando trabajó con otros cuatro supervillanos en una camarilla de la que formaba parte para otorgarse superpoderes a sí mismo, después de haber absorbido parte de la nanotecnología de Kilg%re en su torrente sanguíneo para conectar su cerebro directamente en maquinaria e Internet. Esto le otorga vastas habilidades ciberpáticas que se combinan en una destreza intelectual reforzada debido a que la micromaquinaria aumenta su capacidad intelectual. Ahora puede entrar y salir del ciberespacio a su antojo, así como remodelar cualquier tipo de tecnología en lo que quiera que sea.

## En otros medios

### Televisión
- Una variación de Calculador aparece en Batman: The Brave and the Bold episodio "Night of the Huntress!", con la voz de Armin Shimerman. Esta versión es un hombre de mediana edad con sobrepeso llamado Myron que vive en el sótano de su madre y usa el clásico disfraz de Calculador a pesar de que es demasiado pequeño para él.
- Noah Kuttler/Calculador aparece en Arrow, interpretado por Tom Amandes. Esta versión es un ciberdelincuente de carrera y padre de Felicity Smoak. Además, en flashforwards representados en la séptima temporada, que tienen lugar en 2040, Felicity Smoak se convirtió en el nuevo Calculador para infiltrarse en Galaxy One / Eden Corps y descubrir sus planes.
- Calculador aparece en Justice League Action, con la voz de Ely Henry. Esta versión luce el traje de batalla de la contraparte de los cómics.

### Cine
- Según los informes, Calculador apareció en el guion de David S. Goyer para un proyecto cinematográfico de Green Arrow llamado Escape from Super Max como un recluso de la Penitenciaría Super Max titular para Metahumans.[9]
- Calculador aparece en Batman: Bad Blood, con la voz de Jason Spisak. Esta versión trabaja para la Liga de Asesinos y sirve como uno de los secuaces de Talia al Ghul antes de que él es asesinado más tarde por Alfred Pennyworth.
- Calculador aparece en The Lego Batman Movie. El disfraz de esta versión se parece a su homónimo.

### Videojuegos
- Calculador aparece en DC Universe Online, con la voz de Tracy W. Bush. Brinda información sobre la misión a los jugadores en la campaña de los villanos.
- Calculador aparece en Lego Dimensions como parte de un mundo basado en The Lego Batman Movie.

### Varios
- Calculador aparece en el número 6 del cómic relacionado con Batman: The Brave and the Bold, aunque con una apariencia diferente.
- Las minifiguras de Lego de Calculador en una versión blindada del disfraz de su contraparte de los cómics se lanzaron en bolsas ciegas como parte de un vínculo con The Lego Batman Movie.